# Vòng loại Giải vô địch bóng đá châu Âu 2004
Vòng loại Giải vô địch bóng đá châu Âu (UEFA Euro) 2004 được tổ chức từ ngày 7 tháng 9 năm 2002 – 19 tháng 11 năm 2003.
50 đội bóng được chia vào 10 bảng (mỗi bảng có 5 đội). Các đội trong bảng thi đấu hai lượt trận sân nhà và sân khách với nhau. Đội nhất bảng sẽ giành quyền tham dự UEFA Euro 2004, các đội nhì bảng sẽ được chia cặp đá play-off hai lượt trận sân nhà và sân khách để chọn ra đội thắng cuộc tham dự UEFA Euro 2004.
Bồ Đào Nha được tự động tham dự UEFA Euro 2004 do là nước chủ nhà của giải đấu.

## Các đội vượt qua vòng loại

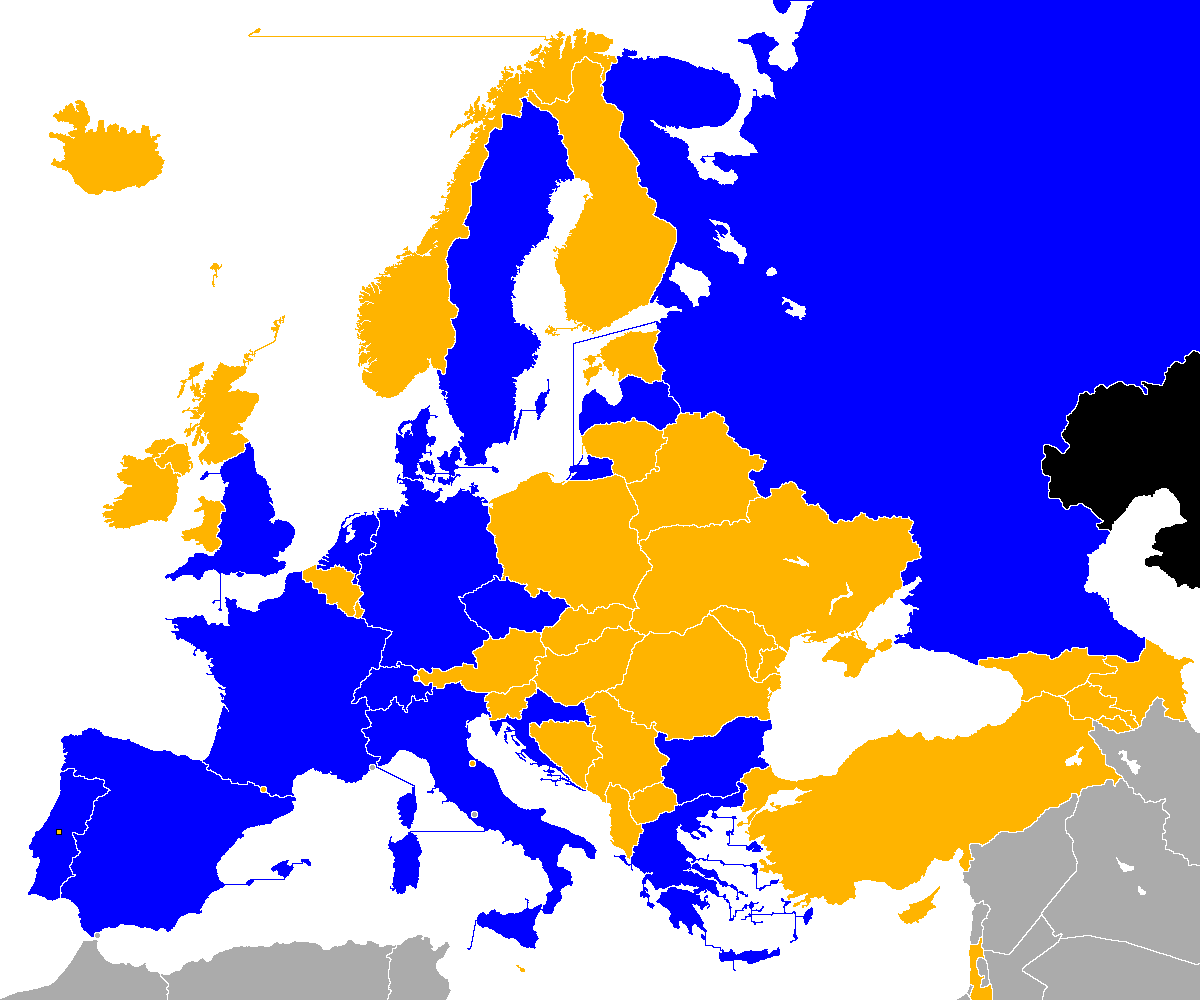
Vượt qua vòng loại
Không vượt qua vòng loại
Không tham dự vòng loại
Không phải là thành viên của UEFA

| Đội          | Tư cách vượt qua vòng loại | Ngày vượt qua vòng loại | Số lần tham dự UEFA Euro trước đây                 |
| ------------ | -------------------------- | ----------------------- | -------------------------------------------------- |
| Bồ Đào Nha   | Chủ nhà                    | 12 tháng 10 năm 1999    | 3 (1984, 1996, 2000)                               |
| Pháp         | Nhất bảng 1                | 10 tháng 9 năm 2003     | 5 (1960, 1984, 1992, 1996, 2000)                   |
| Cộng hòa Séc | Nhất bảng 3                | 10 tháng 9 năm 2003     | 5 (1960, 1976, 1980, 1996, 2000)                   |
| Thụy Điển    | Nhất bảng 4                | 10 tháng 9 năm 2003     | 2 (1992, 2000)                                     |
| Bulgaria     | Nhất bảng 8                | 10 tháng 9 năm 2003     | 1 (1996)                                           |
| Đan Mạch     | Nhất bảng 2                | 11 tháng 10 năm 2003    | 6 (1964, 1984, 1988, 1992, 1996, 2000)             |
| Đức          | Nhất bảng 5                | 11 tháng 10 năm 2003    | 8 (1972, 1976, 1980, 1984, 1988, 1992, 1996, 2000) |
| Hy Lạp       | Nhất bảng 6                | 11 tháng 10 năm 2003    | 1 (1980)                                           |
| Anh          | Nhất bảng 7                | 11 tháng 10 năm 2003    | 6 (1968, 1980, 1988, 1992, 1996, 2000)             |
| Ý            | Nhất bảng 9                | 11 tháng 10 năm 2003    | 5 (1968, 1980, 1988, 1996, 2000)                   |
| Thụy Sĩ      | Nhất bảng 10               | 11 tháng 10 năm 2003    | 1 (1996)                                           |
| Croatia      | Thắng play-off             | 19 tháng 11 năm 2003    | 1 (1996)                                           |
| Latvia       | Thắng play-off             | 19 tháng 11 năm 2003    | 0 (lần đầu)                                        |
| Hà Lan       | Thắng play-off             | 19 tháng 11 năm 2003    | 6 (1976, 1980, 1988, 1992, 1996, 2000)             |
| Tây Ban Nha  | Thắng play-off             | 19 tháng 11 năm 2003    | 6 (1964, 1980, 1984, 1988, 1996, 2000)             |
| Nga          | Thắng play-off             | 19 tháng 11 năm 2003    | 7 (1960, 1964, 1968, 1972, 1988, 1992, 1996)       |

1. ↑  In đậm chỉ năm đội đó vô địch. In nghiêng chỉ năm đội đó là nước chủ nhà.
2. ↑  Từ năm 1960 đến năm 1980, đội tuyển Cộng hòa Séc tham dự với tên gọi Czechoslovakia.
3. ↑  Từ năm 1972 đến năm 1988, đội tuyển Đức tham dự với tên gọi Tây Đức.
4. ↑  Từ năm 1960 đến năm 1988, đội tuyển Nga tham dự với tên gọi Liên Xô và năm 1992 tham dự với tên gọi CIS.

## Tính điểm
Nếu có từ 2 đội trở lên bằng điểm khi hoàn thành các trận đấu vòng bảng, các tiêu chí sau sẽ được áp dụng để xác định thứ hạng:
1. Số điểm đạt được cao hơn trong các trận đấu vòng bảng giữa các đội được đề cập.
2. Hiệu số bàn thắng bại vượt trội so với các trận đấu vòng bảng giữa các đội được đề cập.
3. Số bàn thắng ghi được cao hơn trong các trận đấu vòng bảng giữa các đội được đề cập.
4. Số bàn thắng được ghi trên sân khách cao hơn trong các trận đấu vòng bảng giữa các đội được đề cập.
5. Nếu vẫn có từ hai đội trở lên đồng hạng, tiêu chí 1 đến tiêu chí 4 sẽ được xét lại. Nếu vẫn đồng hạng thì áp dụng tiêu chí 6 và tiêu chí 7.
6. Kết quả tất cả trận đấu vòng bảng: (1) Hiệu số bàn thắng bại cao hơn; (2) Số bàn thắng ghi được nhiều hơn; (3) Số bàn thắng ghi được trên sân khách cao hơn; (4) Điểm fair-play
7. Bốc thăm.

## Hạt giống
Lễ bốc thăm diễn ra vào ngày 25 tháng 1 năm 2002 tại Santa Maria da Feira, Bồ Đào Nha. 50 đội được chia thành 5 nhóm bốc thăm dựa trên Hệ số UEFA (tính điểm dựa trên vòng loại UEFA Euro 2000 và vòng loại World Cup 2002. Tuy nhiên, danh sách các đội hạt giống có một số thay đổi:
- Pháp (hạng 11) được xếp hạt giống số 1 với tư cách là đương kim vô địch (người giữ danh hiệu). Do đó, tất cả các đội xếp trên họ từ 1 đến 10 sẽ bị tụt xuống một vị trí hạt giống thấp hơn thứ hạng của họ.
- Bồ Đào Nha (hạng 4) không được xếp hạt giống do tự động vượt qua vòng loại với tư cách là nước chủ nhà. Do đó, tất cả các đội xếp dưới họ đều được xếp lên một vị trí hạt giống cao hơn vị trí xếp hạng của họ..

10 bảng đấu được thành lập bằng cách bốc thăm một đội từ mỗi nhóm hạt giống (trong tổng số 5 nhóm).
| Đội                      | Coeff | Seed |
| ------------------------ | ----- | ---- |
| Pháp (đương kim vô địch) | 2,10  | 1    |
| Thụy Điển                | 2,67  | 2    |
| Tây Ban Nha              | 2,56  | 3    |
| Cộng hòa Séc             | 2,50  | 4    |
| Đức                      | 2,25  | 5    |
| Cộng hòa Ireland         | 2,22  | 6    |
| România                  | 2,22  | 7    |
| Ý                        | 2,19  | 8    |
| Bỉ                       | 2,12  | 9    |
| Thổ Nhĩ Kỳ               | 2,11  | 10   |

| Đội      | Coeff | Seed |
| -------- | ----- | ---- |
| Nga      | 2,10  | 11   |
| Croatia  | 2,06  | 12   |
| Nam Tư   | 2,00  | 13   |
| Hà Lan   | 2,00  | 14   |
| Đan Mạch | 2,00  | 15   |
| Ba Lan   | 1,89  | 16   |
| Anh      | 1,88  | 17   |
| Ukraina  | 1,85  | 18   |
| Slovenia | 1,85  | 19   |
| Scotland | 1,83  | 20   |

| Đội      | Coeff | Seed |
| -------- | ----- | ---- |
| Na Uy    | 1,75  | 21   |
| Áo       | 1,75  | 22   |
| Slovakia | 1,70  | 23   |
| Israel   | 1,56  | 24   |
| Thụy Sĩ  | 1,55  | 25   |
| Iceland  | 1,40  | 26   |
| Bulgaria | 1,39  | 27   |
| Phần Lan | 1,37  | 28   |
| Hy Lạp   | 1,22  | 29   |
| Hungary  | 1,11  | 30   |

| Đội                  | Coeff | Seed |
| -------------------- | ----- | ---- |
| Síp                  | 1,11  | 31   |
| Bosna và Hercegovina | 1,05  | 32   |
| Belarus              | 1,00  | 33   |
| Wales                | 1,00  | 34   |
| Estonia              | 0,95  | 35   |
| Latvia               | 0,94  | 36   |
| Bắc Ireland          | 0,89  | 37   |
| Macedonia            | 0,83  | 38   |
| Gruzia               | 0,83  | 39   |
| Litva                | 0,72  | 40   |

| Đội                      | Coeff | Seed |
| ------------------------ | ----- | ---- |
| Armenia                  | 0,65  | 41   |
| Albania                  | 0,55  | 42   |
| Bản mẫu:Country data MLD | 0,55  | 43   |
| Quần đảo Faroe           | 0,50  | 44   |
| Azerbaijan               | 0,45  | 45   |
| Liechtenstein            | 0,22  | 46   |
| Malta                    | 0,05  | 47   |
| San Marino               | 0,05  | 48   |
| Luxembourg               | 0,00  | 49   |
| Andorra                  | 0,00  | 50   |

Chú thích: Hệ số UEFA đã tự động được tính đến khi tính toán xếp hạng, rằng một số đội chỉ thi đấu một trong hai giải đấu vòng loại trước đó. Vì Bỉ và Hà Lan tự động đủ điều kiện tham dự UEFA Euro 2000 với tư cách là đồng chủ nhà nên hệ số này chỉ tính đến thành tích tại vòng loại FIFA World Cup 2002 của họ. Pháp cũng đã tự động vượt qua vòng loại FIFA World Cup 2002 với tư cách là nhà vô địch FIFA World Cup 1998, nghĩa là hệ số chỉ sử dụng kết quả tại vòng loại UEFA Euro 2000 của Pháp.

## Bảng tóm tắt
| Group 1                | Group 2                                       | Group 3                  | Group 4                         | Group 5                            | Group 6                           | Group 7                                | Group 8                  | Group 9                                        | Group 10                              |
| ---------------------- | --------------------------------------------- | ------------------------ | ------------------------------- | ---------------------------------- | --------------------------------- | -------------------------------------- | ------------------------ | ---------------------------------------------- | ------------------------------------- |
| · Pháp                 | · Đan Mạch                                    | · Cộng hòa Séc           | · Thụy Điển                     | · Đức                              | · Hy Lạp                          | · Anh                                  | · Bulgaria               | · Ý                                            | · Thụy Sĩ                             |
| · Slovenia             | · Na Uy                                       | · Hà Lan                 | · Latvia                        | · Scotland                         | · Tây Ban Nha                     | · Thổ Nhĩ Kỳ                           | · Croatia                | · Wales                                        | · Nga                                 |
| · Israel · Síp · Malta | · România · Bosna và Hercegovina · Luxembourg | · Áo · Moldova · Belarus | · Ba Lan · Hungary · San Marino | · Iceland · Litva · Quần đảo Faroe | · Ukraina · Armenia · Bắc Ireland | · Slovakia · Macedonia · Liechtenstein | · Bỉ · Estonia · Andorra | · Serbia và Montenegro · Phần Lan · Azerbaijan | · Cộng hòa Ireland · Albania · Gruzia |

## Vòng play-off
| Đội 1       | TTS | Đội 2      | Lượt đi | Lượt về |
| ----------- | --- | ---------- | ------- | ------- |
| Latvia      | 3–2 | Thổ Nhĩ Kỳ | 1–0     | 2–2     |
| Scotland    | 1–6 | Hà Lan     | 1–0     | 0–6     |
| Croatia     | 2–1 | Slovenia   | 1–1     | 1–0     |
| Nga         | 1–0 | Wales      | 0–0     | 1–0     |
| Tây Ban Nha | 5–1 | Na Uy      | 2–1     | 3–0     |